# Леженин, Алексей Иванович
Алексе́й Ива́нович Леже́нин (15 декабря 1911 — 16 сентября 1943) — советский офицер, заместитель командира 1339-го стрелкового полка 318-й стрелковой дивизии 18-й армии, майор. Участник Великой Отечественной войны, Герой Советского Союза.

## Биография
Родился в 1911 году в селе Солдатском Воронежской губернии в крестьянской семье. Русский.
Образование: гражданское — педагогический техникум, военное — курсы командного состава «Выстрел» (1943 год).
В Красной Армии с 1939 года.
В боях Великой Отечественной войны с 22 июня 1941 года. Воевал на Западном, Юго-Западном, Северо-Кавказском и Закавказском фронтах. Отличился в боях за город Новороссийск.
Во время обороны города старший политрук А. И. Леженин занимал должность комиссара 1-го стрелкового батальона 1339-го стрелкового полка 318-й дивизии 18-й армии. 20 сентября 1942 года в ходе боя в балке Адамовича противник вывел из строя станковый пулемёт, другой пулемёт отказал в работе, вышли из строя два противотанковых ружья. А. И. Леженин под огнём противника подполз к вышедшему из строя пулемёту и устранил неисправность, приказав стрелять по фашистам, а сам пополз к захваченному немцами пулемёту. Противник пытался закидать его гранатами, но четыре гранаты А. И. Леженин поймал на лету и бросал их обратно в фашистов, уничтожив немцев трофейными гранатами. 21 сентября 1942 года, когда противник вклинился в район обороны батальона, старший политрук А. И. Леженин захватил пять станковых пулемётов противника, чем способствовал восстановлению прежнего положения. В бою был ранен, но продолжал руководить боем. За проявленный героизм был награждён орденом Ленина.
В ходе Новороссийской операции в ночь на 10 сентября 1943 года заместитель командира 1339-го стрелкового полка 318-й дивизии майор А. И. Леженин возглавлял 2 батальона, высадившихся в составе морского десанта в Цемесской бухте в районе электростанции и цементного завода «Красный Октябрь». Тяжёлые бои длились неделю. 16 сентября 1943 года порт и город Новороссийск были полностью освобождены. В одном из последних боёв Алексей Иванович Леженин погиб.
18 сентября 1943 года указом Президиума Верховного Совета СССР А. И. Леженину присвоено звание Героя Советского Союза (посмертно).

## Память
Похоронен на площади Героев в Новороссийске.
В 1968 году именем Алексея Леженина была названа одна из улиц Новороссийска.
В городе Новороссийске на стене дома ул. Леженина, 88 установлена мемориальная доска А.И. Леженину.
В Новороссийске на жилом доме № 40 по ул. Леженина установлена мемориальная табличка А.И. Леженину.
В селе Землянск Воронежской области именем Леженина названа площадь.
В городе Краснодар школа №37 названа именем Леженина.

## Награды
- Медаль «Золотая Звезда» Героя Советского Союза (указ ПВС СССР от 18 сентября 1943),
- орден Ленина (указ ПВС СССР от 18 сентября 1943),
- орден Ленина (приказ командующего Черноморской группой войск Закавказского фронта № 035 от 4 ноября 1942).